# Nucifraga
Nucifraga là một chi chim trong họ Corvidae.
Các loài này phân bố ở châu Âu, châu Á và miền tây Bắc Mỹ. Chúng ăn các loại hạt, đặc biệt hạt các loài cây thông ở xứ ôn đới.

## Các loài
- Nucifraga caryocatactes (Linnaeus, 1758): Phổ biến rộng tại đại lục Á-Âu, từ châu Âu về phía đông tới quần đảo Kuril, Nhật Bản, Đài Loan và về phía nam tới nam Trung Quốc và bắc Myanmar.
- Nucifraga columbiana (Wilson, A, 1811): Tây nam Canada, tây Hoa Kỳ. Cũng có ở bắc Mexico (cục bộ).
- Nucifraga multipunctata Gould, 1849: Tây Himalaya.